# Luccai Anselm
Luccai Anzelm ("A fiatalabb") (Milánó, 1036 – Mantova, 1086. március 18.) itáliai püspök, akinek kiemelkedő szerepe volt az invesztitúraharcban, különösen a Matild toszkán őrgrófnő és IV. Henrik császár közötti viszálykodásban.
Milánóban született, a II. Sándor néven pápává vált Luccai Anzelm ("Az idősebb") unokaöccseként, vagy öccseként. Az idősebb Anzelm 1071-ben őt nevezte ki utódjául a luccai püspöki székbe, majd Németországba küldte, hogy a beiktatását elnyerje IV. Henriktől. II. Sándor korábban, 1062 körül már bíborossá is kinevezte.
Anzelm elment Németországba, de elutasította, hogy egyházi tisztséget világi hatalomtól fogadjon el, és ezért nem kapta meg az invesztitúrát.
1073-ban VII. Gergely pápa ismét kinevezte Lucca püspökének, és arra biztatta, hogy ne fogadja el az invesztitúrát IV. Henriktől. Anzelm így is tett, azonban néhány év múlva lemondott és belépett a bencések közé Padilirone-ban, Mantua mellett. VII. Gergely pápa parancsára visszatért hivatalába, de megmaradt szerzetesnek.
1077 és 1079 között Matild grófnő erődítményeket adott át számára, hogy felkészítse azokat IV. Henrik támadásával szemben, amely 1081. és 1084. között be is következett . E szervezőmunkája mellett a luccai püspökségében igyekezett elterjeszteni a clunyi szellemet a klerikusok között. A kanonokok egy része azonban ellenállt a reformjainak, s noha kiközösítette őket, Anzelmnek végül mégis távoznia kellett Luccából 1081-ben. Távozása összefüggött az invesztitúraharcban bekövetkezett fordulattal: Henrik császár, és szövetségese III. Kelemen 1080 októberében vereséget mért Matild grófnőre, a pápaság támaszára Volta Mantova mellett. Anzelm először az Arno folyó folyása melletti, Luccához közeli Morianaba, egy egyházi birtokban lévő erődítménybe menekült. Ide elkísérte későbbi életrajzírója, Bardo is. Innen azonban hamarosan Canossába ment, Matild grófnőhöz, hogy annak lelki vezetője legyen. Albai Benzo püspök, IV. Henrik császár híve számol be arról, hogy Matild és Anzelm kolostorokat fosztogattak, és az így szerzett aranyat Gergelyhez küldték.
Később III. Viktor pápa Lombardiába küldte pápai legátusnak, azzal a felhatalmazással, hogy azon egyházmegyékben, ahol nem voltak betöltve az egyházi vezetői posztok, ő ítélkezzen. Odaútjáról másik életrajzírója, Rangerius számol be, aki őt követte Lucca püspöki székében. Rangerius Anzelm imáinak tulajdonítja, hogy a pápai hatalommal szembenálló csapatok összezavarodtak - emiatt egyes képi ábrázolásokon Anzelmet egy összezavarodott hadsereg előtt ábrázolják
Anzelm számos költeményt és egy, VII. Gergelyt III. Kelemen ellenpápával szemben megvédő iratot hagyott hátra. Ezen túlmenően pedig összeállított 13 kötetből álló kánonjogi gyűjteményt (Collectio canonum), mely majd Gratianus Decrétumainak a részét fogja képezni.

## Fordítás
- Ez a szócikk részben vagy egészben  az   Anselm of Lucca című angol Wikipédia-szócikk ezen változatának fordításán alapul.  Az eredeti cikk szerkesztőit annak laptörténete sorolja fel. Ez a jelzés csupán a megfogalmazás eredetét és a szerzői jogokat jelzi, nem szolgál a cikkben szereplő információk forrásmegjelöléseként.

## Magyar forrás
- Sz. Jónás Ilona (szerk.): Középkori egyetemes történeti szöveggyűjtemény.Európa és Közel-Kelet IV-XV. század. Budapest: Osiris. 1999.  ISBN 9633795494  "A milánói pataria"
- Hóman Bálint-Szekfű Gyula-Kerényi Károly (szerk.): Egyetemes Történet. II. kötet. A középkor története. Budapest: Révai Testvérek Irodalmi Intézet Rt. 1935–37.   Online verzió
- Szántó Konrád: A katolikus egyház története. Budapest: Ecclesia. 1987.  ISBN 9633634814
- Székely György: VII. Gergely. Életek és korok. Budapest: Akadémiai Kiadó. 1987.  ISBN 963053634x